# Tyron Smith
Tyron Smith (Los Angeles, 12 dicembre 1990) è un ex giocatore di football americano statunitense che ha militato nel ruolo di offensive tackle per 14 stagioni nella National Football League. Smith fu scelto dai Dallas Cowboys come nono assoluto del Draft NFL 2011, giocando 13 stagioni consecutive con la squadra texana. Al college ha giocato a football a Southern California.

## Carriera

### Dallas Cowboys
Smith fu scelto dai Dallas Cowboys come nono assoluto del draft 2011. Fu il primo uomo della linea offensiva scelto nel primo da Jerry Jones. Smith firmò un contratto di quattro anni del valore di 12,5 milioni di dollari.
Smith iniziò la sua stagione da rookie come tackle destro titolare dei Cowboys, con Doug Free infortunato alla caviglia sinistra. A fine stagione giocò titolare in ogni singola gara di Dallas.
Durante la sua prima off-season, lo staff dei Cowboys informò il giocatore e i media che nella successiva stagione Smith sarebbe stato impiegato come tackle sinistro per cercare di fornire maggior protezione al quarterback Tony Romo. Nel 2012, Smith disputò 15 partite, tutte come titolare. Nel 2013 disputò nuovamente tutte le 16 gare come titolare, venendo premiato con la prima convocazione al Pro Bowl in carriera, inserito nel Second-team All-Pro e votato al 78º posto nella NFL Top 100 dai suoi colleghi.
Il 30 luglio 2014, Smith firmò coi Cowboys un rinnovo contrattuale di otto anni del valore di 98 milioni di dollari. Nella sesto turno del 2014 fu premiato come miglior giocatore offensivo della NFC della settimana nella vittoria in casa dei Seattle Seahawks campioni in carica, in cui bloccò per il running back DeMarco Murray che corse oltre cento yard per la sesta gara consecutiva. Divenne il primo offensive lineman a ricevere tale riconoscimento dai tempi di Brian Waters dei Kansas City Chiefs nel 2004. A fine stagione fu convocato per il secondo Pro Bowl in carriera e inserito nel First-team All-Pro dopo avere bloccato per Murray che stabilì un record di franchigia di 1.845 yard corse battendo il primato di Emmitt Smith che resisteva da 19 anni. L'anno successivo fu nuovamente selezionato per il Pro Bowl ed inserito nel Second-team All-Pro.

### New York Jets
Il 18 marzo 2024 Smith firmò con i New York Jets un contratto annuale del valore di 20 milioni di dollari. Con i Jets disputò le prime 10 partite stagionali, tutte da titolare, prima di infortunarsi nella gara del decimo turno contro gli Arizona Cardinals per poi venire inserito in lista riserve/infortunati il 30 novembre 2024, concludendo anzitempo la sua stagione.

### Ritiro
Il 15 aprile 2025 Smith firmò un contratto di un giorno con Dallas per ritirarsi come giocatore dei Cowboys, squadra con cui aveva militato in 13 delle 14 stagioni in carriera.

## Palmarès
- Convocazioni al Pro Bowl: 8

2013, 2014, 2015, 2016, 2017, 2018, 2019, 2021
- First-team All-Pro: 3

2013, 2014, 2016
- Second-team All-Pro: 2

2015, 2023
- Giocatore offensivo della NFC della settimana: 1

6ª del 2014
- PFWA All-Rookie Team - 2011
- Formazione ideale della NFL degli anni 2010

## Statistiche

### Stagione regolare
| Stagione | Stagione | Stagione | Stagione | Tackle  | Tackle  | Tackle  |
| Anno     | Squadra  | P        | PT       | T. tot. | T. sol. | T. ass. |
| -------- | -------- | -------- | -------- | ------- | ------- | ------- |
| 2011     | DAL      | 16       | 16       | 2       | 2       | 0       |
| 2012     | DAL      | 15       | 15       | 2       | 2       | 0       |
| 2013     | DAL      | 16       | 16       | 1       | 1       | 0       |
| 2014     | DAL      | 16       | 16       | 0       | 0       | 0       |
| 2015     | DAL      | 16       | 16       | 0       | 0       | 0       |
| 2016     | DAL      | 13       | 13       | 3       | 3       | 0       |
| 2017     | DAL      | 13       | 13       | 0       | 0       | 0       |
| 2018     | DAL      | 13       | 13       | 0       | 0       | 0       |
| 2019     | DAL      | 13       | 13       | 1       | 1       | 0       |
| 2020     | DAL      | 2        | 2        | 0       | 0       | 0       |
| 2021     | DAL      | 11       | 11       | 1       | 1       | 0       |
| 2022     | DAL      | 4        | 4        | 0       | 0       | 0       |
| 2023     | DAL      | 13       | 13       | 0       | 0       | 0       |
| 2024     | NYJ      | 10       | 10       | 0       | 0       | 0       |
| Totale   | Totale   | 171      | 171      | 10      | 10      | 0       |

### Playoff
| Stagione | Stagione | Stagione | Stagione | Tackle  | Tackle  | Tackle  |
| Anno     | Squadra  | P        | PT       | T. tot. | T. sol. | T. ass. |
| -------- | -------- | -------- | -------- | ------- | ------- | ------- |
| 2014     | DAL      | 2        | 2        | 0       | 0       | 0       |
| 2016     | DAL      | 1        | 1        | 0       | 0       | 0       |
| 2018     | DAL      | 2        | 2        | 0       | 0       | 0       |
| 2021     | DAL      | 1        | 1        | 0       | 0       | 0       |
| 2022     | DAL      | 2        | 2        | 0       | 0       | 0       |
| 2023     | DAL      | 1        | 1        | 0       | 0       | 0       |
| Totale   | Totale   | 9        | 9        | 0       | 0       | 0       |

Fonte: Football Database - In grassetto i record personali in carriera.